# Oranges et Citrons
Pour plus de détails, voir Fiche technique et Distribution.
Oranges et Citrons (Oranges and Lemons) est une comédie muette sortie le  12 août 1923. Le film est réalisé par George Jeske.

## Synopsis
Sunkist, joué par Stan Laurel, enchaîne les bêtises et empêche toute une exploitation ouvrière de cueillette de citrons et d'oranges de travailler simplement.

## Fiche technique
- Titre original : Oranges and Lemons
- Titre français : Oranges et citrons
- Réalisation : George Jeske
- Photographie : Frank Young
- Production : Hal Roach
- Distribution : Pathé Exchange, Incorporated
- Genre :  cinéma muet
- Durée : 12 minutes
- Langue : anglais
- Format : court métrage
- Date de sortie : 12 août 1923

## Distribution
- Stan Laurel : Sunkist
- Katherine Grant : Little Valencia
- Eddie Baker : Orange Blossom, patron de l'exploitation ouvrière
- George Rowe : travailleur
- James Finlayson : travailleur
- Sammy Brooks : travailleur
- Mark Jones : travailleur
- Martin Wolfkeil : travailleur